# パメラ・トラバース

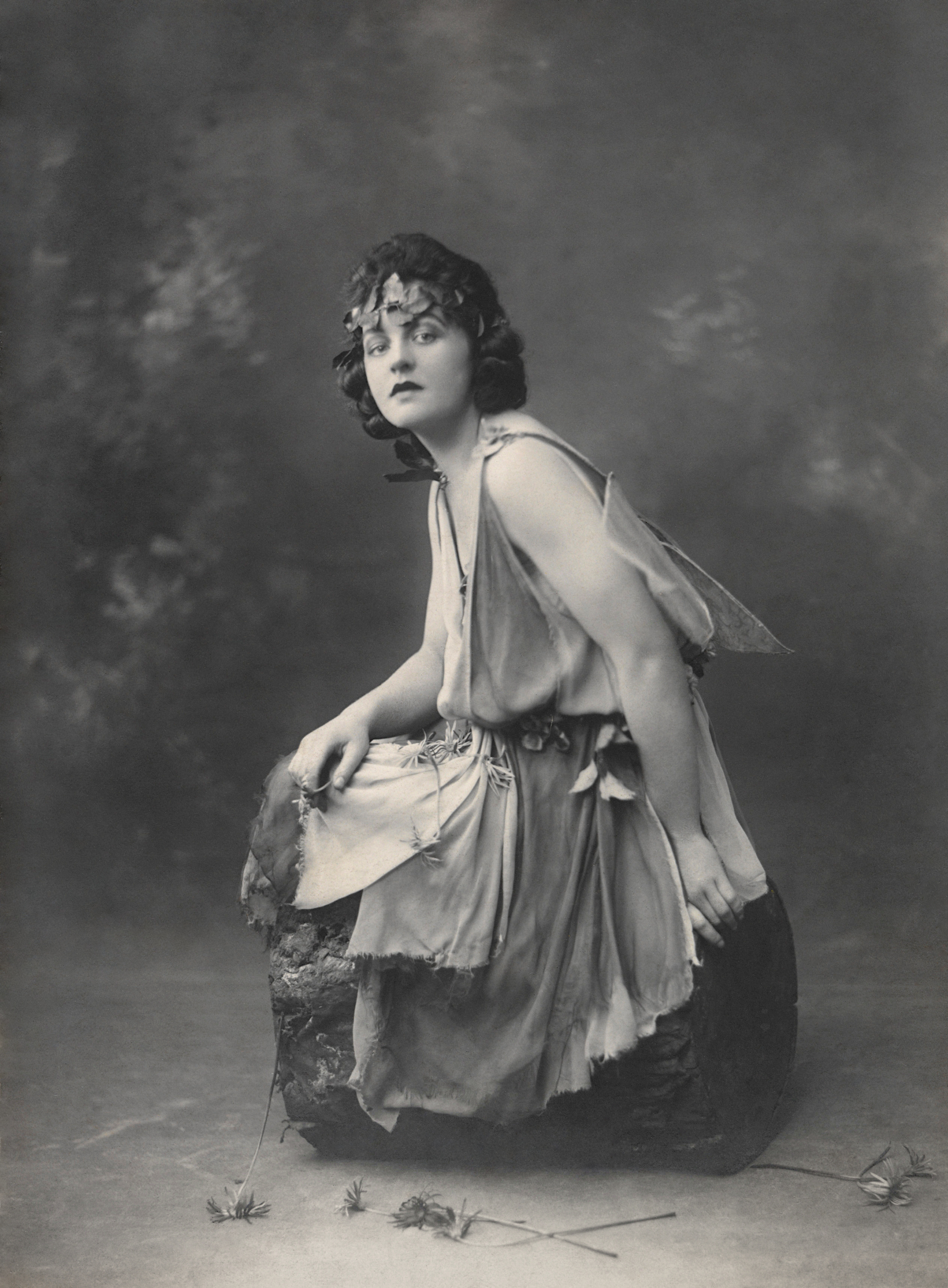
1924年ごろ

パメラ・リンドン・トラバース（Pamela Lyndon Travers、1899年8月9日 - 1996年4月23日）、P・L・トラバース（P. L. Travers）は、イギリスの児童文学作家、女優。本名はヘレン・リンドン・ゴフ (Helen Lyndon Goff)。

## 略歴
父のトラヴァース・ロバート・ゴフはロンドン生まれで、アイルランド系の家系。オーストラリア合資銀行の銀行員で支店長まで務めたが、アルコール依存症で退職し、結核により若くして亡くなった。母のマーガレット・アグネス・ゴフ（旧姓モアヘッド）はオーストラリア生まれで、スコットランド系の家系だった。母の兄弟のボイド・ダンロップ・モアヘッドはオーストラリアのクイーンズランド州首相だった。
オーストラリアのクイーンズランド州メアリーバラ（Maryborough）生まれ。3姉妹の長女だった。アイルランド系だった父親に、不思議な話を聞かされて育つ。
トラバースは有名になった後、自分の幼少期を偽っており、「父はサトウキビ農園の農園主で、私は農園で幼児期をすごした」「父はアイルランド生まれだった」と説明し、また自身の生年についても1906年生まれとしていた。父親は銀行員になる以前に「サトウキビ農園の監督」だったことはある。
ヘレンが7歳の時に銀行員だった父親が病死する。その後、母親は悲嘆のあまり、川に飛び込んで自殺しようとした。のちに一家は、母の育ての親である大叔母（母の叔母）のヘレン・ムアヘッドの家に引き取られる。家庭の事情もあり、大学には進まずハイスクール卒業後にタイピストになる。そのかたわら舞台女優をめざし、1920年に舞台女優デビューする（その際につけた芸名が、パメラ・トラバース）。
1924年、25歳の時にイギリスへ移住した後は創作活動に転向し、詩人としてデビューを果たした。アイルランドの詩人、ジャーナリストのジョージ・ウィリアム・ラッセルとの交流がはじまる。
その後は、児童向けに数多くの小説や詩を発表した。彼女の最もよく知られた本は、不思議なできごとを起こすナニー（子守兼家庭教師）のメアリー・ポピンズについての物語である。
同名のタイトルによるディズニーの映画化作品（1964年）については、彼女は不満を表明した。彼女はシャーマン兄弟の音楽はうまくマッチしていないといい、また設定の全体が甘い話になりすぎていると考えていた。同映画の製作裏話については2013年に『ウォルト・ディズニーの約束』として映画化されており、トラバースをエマ・トンプソンが演じている。
1977年、その文学的な業績により、大英帝国勲章（OBE）を授与された。

## 著作リスト

### メアリー・ポピンズ
- Mary Poppins（1934年）「風にのってきたメアリー・ポピンズ」
- Mary Poppins Comes Back（1935年）「帰ってきたメアリーポピンズ」
- Mary Poppins Opens the Door（1943年）「とびらをあけるメアリー・ポピンズ」
- Mary Poppins in the Park（1952年） 「公園のメアリー・ポピンズ」
- Gingerbread Shop（1952年）
- Mr. Wigg's Birthday Party（1952年）
- The Magic Compass（1953年）
- Mary Poppins From A-Z（1962年）「メアリー・ポピンズ AからZ」
- Mary Poppins in the Kitchen（1975年）「メアリー・ポピンズのお料理教室」
- Mary Poppins in Cherry Tree Lane（1982年）「さくら通りのメアリー・ポピンズ」
- Mary Poppins and the House Next Door（1988年）「メアリー・ポピンズとお隣さん」

#### 作品集
- Stories from Mary Poppin（1952年）
- Mary Poppins in Cherry Tree Lane / Mary Poppins and the House Next Door（1999年）
- Mary Poppins Omnibooks（1999年）

### その他の小説
- I Go By Sea, I Go By Land（1941年）
- Fox at the Manger（1962年）
- Friend Monkey（1971年）
- Two Pairs of Shoes（1976年）

### ノンフィクション
- Moscow Excursion（1934年）
- George Ivanovitch Gurdjieff（1973年）
- About the Sleeping Beauty（1975年）
- What the Bee Knows: Reflections on Myth, Symbol and Story（1989年）